# Lomographa conspersa
Lomographa conspersa là một loài bướm đêm trong họ Geometridae.